# Dritto

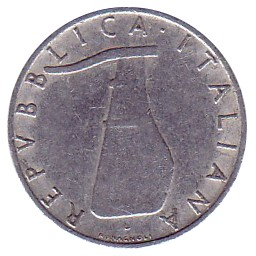
Dritto di una moneta italiana da 5 lire

Il dritto o recto è la faccia principale di una moneta, che in genere riporta il simbolo, la raffigurazione o la legenda dell'autorità emittente. Viene anche comunemente chiamato testa, perché spesso raffigura la testa di un personaggio importante. La faccia opposta della moneta è chiamata rovescio o verso, e in genere riporta l’indicazione del valore nominale della moneta o altre raffigurazioni.
Nell'antichità al dritto era raffigurata una divinità, un elemento identificativo dell'autorità emittente o, in caso di monarchi, la loro effigie. Ad esempio nella monetazione ateniese in genere al dritto era raffigurata la testo di Atena, la divinità eponima e protettrice della città. 
Nella monetazione al martello in genere il dritto corrisponde al conio d'incudine che era meno soggetto a rovinarsi. La tecnica di produzione faceva sì che il dritto potesse presentare una leggera convessità, mentre il rovescio poteva essere presente una leggera concavità. Con l'introduzione della monetazione meccanica tra le due facce della moneta sparisce questa differenza. 
Solitamente si parla di dritto e rovescio in numismatica, ma la stessa terminologia si applica a tutti gli oggetti che hanno due facce come banconote (per le quali spesso si preferisce il termine fronte), bandiere, dipinti, fogli di carta (il recto è la pagina anteriore, il verso quella posteriore).